# Kraft di Hohenlohe-Ingelfingen
Kraft di Hohenlohe-Ingelfingen (Koschentin, 2 gennaio 1827 – Dresda, 16 gennaio 1892) è stato un generale, scrittore e principe tedesco.

## Biografia
Kraft Carlo Augusto di Hohenlohe-Ingelfingen nacque a Koschentin in Alta Slesia. Questi era figlio del principe Adolfo di Hohenlohe-Ingelfingen (1797–1873), primo ministro di Prussia, e nipote del principe Federico Luigi di Hohenlohe-Ingelfingen (1746–1818), che comandò l'esercito prussiano nella battaglia di Jena.
Educato con grande rigore, per l'impoverimento della sua famiglia durante le guerre napoleoniche, Kraft decise di intraprendere la carriera militare nell'esercito prussiano. Destinato al corpo d'artiglieria in quanto era il più economico da affrontare, entrò nella guardia d'artiglieria nel 1845, ma riscoprì ben presto di avere particolari attitudini con la materia. 
Dopo aver prestato servizio come attaché militare a Vienna e nella frontiera transilvana nel corso della guerra di Crimea, Kraft venne promosso capitano dello staff generale e nel 1856 divenne aiutante di campo personale del re di Prussia, rimanendo, ad ogni modo, a stretto contatto col corpo dell'artiglieria. Nel 1864, divenuto maggiore e poi tenente colonnello, diede le proprie dimissioni dallo staff per divenire comandante di un reggimento d'artiglieria da campo. L'anno successivo venne promosso colonnello. 
Kraft vide le prime azioni sul campo nel 1866 nell'ambito della guerra austro-prussiana e comandò l'artiglieria nella battaglia di Königgrätz, dedicandosi successivamente a migliorare l'artiglieria prussiana.

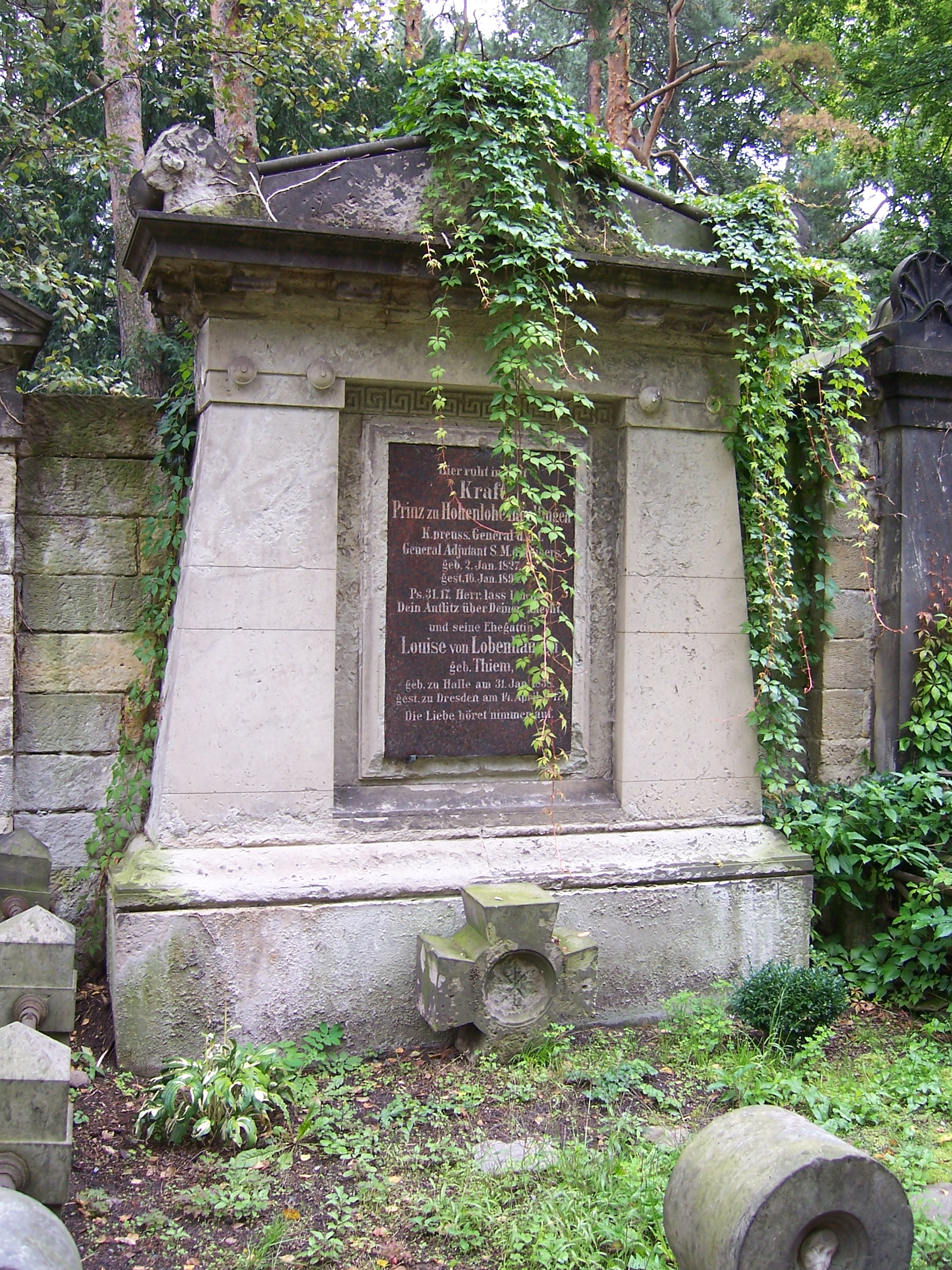
La tomba del principe al cimitero di Johannisfriedhof di Dresda

Nel 1868 Kraft venne promosso maggiore generale ed assegnato al comando di una brigata d'artiglieria. Con questo grado ebbe modo di distinguersi nella guerra franco-prussiana, in particolare nella battaglia di Gravelotte e nella battaglia di Sedan. Ebbe il comando dell'artiglieria che attaccò le fortificazioni di Parigi durante l'assedio della capitale francese del 1870-1871. Nel 1873 venne posto al comando di una divisione di fanteria e tre anni dopo venne promosso al grado di tenente generale. Si ritirò dal servizio attivo nel 1879, venendo promosso generale di fanteria nel 1883 ed infine generale d'artiglieria nel 1889.
Kraft morì a Dresda nel 1892.

## Opere
Parallelamente alla sua carriera militare, il principe Kraft fu anche un prolifico scrittore di cose militari. Tra i titoli più celebri delle sue opere si ricordano Briefe über Artillerie (Lettere sull'artiglieria, 1887); Briefe über Strategie (1877; Lettere sulla strategia) e Gespräche über Reiterei (1887; Conversazioni sulla cavalleria). Briefe über Infanterie e Briefe über Kavallerie (Letters on Infantry, Letters on Cavalry, 1889) riflettono chiaramente l'idea dell'esercito prussiano inteso nell'evoluzione dell'Impero tedesco di fine Ottocento.
Kraft compilò anche delle memorie della sua vita che vennero pubblicate a Dresda dopo la sua morte nel 1897 col titolo di Aus meinem Leben ("La mia vita").

## Antenati
|                                                                              |                                                                                |                                                                   | Genitori                                                         |  |  | Nonni |  |  | Bisnonni                                |  |  | Trisnonni                                                                |  |
|                                                                              |                                                                                |                                                                   |                                                                  |  |  |       |  |  | Enrico Augusto di Hohenlohe-Ingelfingen |  |  | Cristiano Kraft di Hohenlohe-Ingelfingen, conte di Hohenlohe-Ingelfingen |  |
|                                                                              |                                                                                |                                                                   |                                                                  |  |  |       |  |  | Enrico Augusto di Hohenlohe-Ingelfingen |  |  | Cristiano Kraft di Hohenlohe-Ingelfingen, conte di Hohenlohe-Ingelfingen |  |
|                                                                              |                                                                                | Maria Caterina Sofia di Hohenlohe-Waldenburg-Pfedelbach           |                                                                  |  |  |       |  |  | Enrico Augusto di Hohenlohe-Ingelfingen |  |  |                                                                          |  |
| Federico Luigi di Hohenlohe-Ingelfingen                                      |                                                                                |                                                                   |                                                                  |  |  |       |  |  | Enrico Augusto di Hohenlohe-Ingelfingen |  |  |                                                                          |  |
|                                                                              |                                                                                | Guglielmina Eleonora di Hohenlohe-Öhringen                        | Giovanni Federico di Hohenlohe-Öhringen                          |  |  |       |  |  |                                         |  |  |                                                                          |  |
|                                                                              |                                                                                | Guglielmina Eleonora di Hohenlohe-Öhringen                        | Giovanni Federico di Hohenlohe-Öhringen                          |  |  |       |  |  |                                         |  |  |                                                                          |  |
|                                                                              |                                                                                | Guglielmina Eleonora di Hohenlohe-Öhringen                        | Dorotea Sofia d'Assia-Darmstadt,                                 |  |  |       |  |  |                                         |  |  |                                                                          |  |
| Adolfo di Hohenlohe-Ingelfingen                                              |                                                                                | Guglielmina Eleonora di Hohenlohe-Öhringen                        |                                                                  |  |  |       |  |  |                                         |  |  |                                                                          |  |
|                                                                              |                                                                                | Giulio Gebhard di Hoym, conte di Hoym                             | Luigi Gebhard di Hoym, conte di Hoym                             |  |  |       |  |  |                                         |  |  |                                                                          |  |
|                                                                              |                                                                                | Giulio Gebhard di Hoym, conte di Hoym                             | Luigi Gebhard di Hoym, conte di Hoym                             |  |  |       |  |  |                                         |  |  |                                                                          |  |
|                                                                              |                                                                                | Giulio Gebhard di Hoym, conte di Hoym                             | Rahel Luise von Werthern                                         |  |  |       |  |  |                                         |  |  |                                                                          |  |
| Marie Amalia Cristiana Carlotta Luisa Anna di Hoym                           |                                                                                | Giulio Gebhard di Hoym, conte di Hoym                             |                                                                  |  |  |       |  |  |                                         |  |  |                                                                          |  |
|                                                                              |                                                                                | Christiane Charlotte von Dieskau                                  | Johann Adolph von Dieskau                                        |  |  |       |  |  |                                         |  |  |                                                                          |  |
|                                                                              |                                                                                | Christiane Charlotte von Dieskau                                  | Johann Adolph von Dieskau                                        |  |  |       |  |  |                                         |  |  |                                                                          |  |
|                                                                              |                                                                                | Christiane Charlotte von Dieskau                                  | Christiane Magdalene Dorothea von Ponickau                       |  |  |       |  |  |                                         |  |  |                                                                          |  |
| Kraft di Hohenlohe-Ingelfingen                                               |                                                                                | Christiane Charlotte von Dieskau                                  |                                                                  |  |  |       |  |  |                                         |  |  |                                                                          |  |
|                                                                              | Cristiano Alberto di Hohenlohe-Langenburg, II principe di Hohenlohe-Langenburg | Luigi di Hohenlohe-Langenburg, I principe di Hohenlohe-Langenburg |                                                                  |  |  |       |  |  |                                         |  |  |                                                                          |  |
|                                                                              | Cristiano Alberto di Hohenlohe-Langenburg, II principe di Hohenlohe-Langenburg | Luigi di Hohenlohe-Langenburg, I principe di Hohenlohe-Langenburg |                                                                  |  |  |       |  |  |                                         |  |  |                                                                          |  |
|                                                                              | Cristiano Alberto di Hohenlohe-Langenburg, II principe di Hohenlohe-Langenburg | Eleonora di Nassau-Saarbrücken                                    |                                                                  |  |  |       |  |  |                                         |  |  |                                                                          |  |
| Carlo Ludovico di Hohenlohe-Langenburg, III principe di Hohenlohe-Langenburg | Cristiano Alberto di Hohenlohe-Langenburg, II principe di Hohenlohe-Langenburg |                                                                   |                                                                  |  |  |       |  |  |                                         |  |  |                                                                          |  |
|                                                                              |                                                                                | Carolina di Stolberg-Gedern                                       | Federico Carlo di Stolberg-Gedern, I principe di Stolberg-Gedern |  |  |       |  |  |                                         |  |  |                                                                          |  |
|                                                                              |                                                                                | Carolina di Stolberg-Gedern                                       | Federico Carlo di Stolberg-Gedern, I principe di Stolberg-Gedern |  |  |       |  |  |                                         |  |  |                                                                          |  |
|                                                                              |                                                                                | Carolina di Stolberg-Gedern                                       | Luisa di Nassau-Saarbrücken                                      |  |  |       |  |  |                                         |  |  |                                                                          |  |
| Luisa Carlotta Giovanna di Hohenlohe-Langenburg                              |                                                                                | Carolina di Stolberg-Gedern                                       |                                                                  |  |  |       |  |  |                                         |  |  |                                                                          |  |
|                                                                              |                                                                                | Giovanni Cristiano II di Solms-Baruth, conte di Solms-Baruth      | Giovanni Carlo di Solms-Baruth, conte di Solms-Baruth            |  |  |       |  |  |                                         |  |  |                                                                          |  |
|                                                                              |                                                                                | Giovanni Cristiano II di Solms-Baruth, conte di Solms-Baruth      | Giovanni Carlo di Solms-Baruth, conte di Solms-Baruth            |  |  |       |  |  |                                         |  |  |                                                                          |  |
|                                                                              |                                                                                | Giovanni Cristiano II di Solms-Baruth, conte di Solms-Baruth      | Luisa Guglielmina di Lippe                                       |  |  |       |  |  |                                         |  |  |                                                                          |  |
| Amalia Enrichetta Carlotta di Solms                                          |                                                                                | Giovanni Cristiano II di Solms-Baruth, conte di Solms-Baruth      |                                                                  |  |  |       |  |  |                                         |  |  |                                                                          |  |
|                                                                              |                                                                                | Federica Luisa Sofia di Reuss-Köstritz                            | Enrico VI di Reuss-Köstritz                                      |  |  |       |  |  |                                         |  |  |                                                                          |  |
|                                                                              |                                                                                | Federica Luisa Sofia di Reuss-Köstritz                            | Enrico VI di Reuss-Köstritz                                      |  |  |       |  |  |                                         |  |  |                                                                          |  |
|                                                                              |                                                                                | Federica Luisa Sofia di Reuss-Köstritz                            | Enriqueta Juana Francisca Susana Casado                          |  |  |       |  |  |                                         |  |  |                                                                          |  |
|                                                                              |                                                                                | Federica Luisa Sofia di Reuss-Köstritz                            |                                                                  |  |  |       |  |  |                                         |  |  |                                                                          |  |